# Источна Немачка на Европском првенству у атлетици у дворани 1970.
Источна Немачка је учествовала на 1. Европском првенству у атлетици у дворани 1970. одржаном у Бечу, Аустрија, 14. и 15. марта. У првом учешћу на европским првенствима у дворани репрезентацију Источне Немачке представљало је 15 спортиста (9 м и 6 ж) који су се такмичили у 12. дисциплина (7 мушких и 5 женских).
Са 12 освојених медаља (3 златне, 6 сребрих и 3 бронзане) Источна Немачка је у укупном пласману заузела је 2. место од 14 земаља које су на овом првенству освојиле медаље, односно 24 земље учеснице.
У табели успешности (према броју и пласману такмичара који су учествовали у финалним такмичењима (првих 8 такмичара)) Источна Немачка је са 14 учесника у финалу заузела 2. место са 93 бода, од 23 земље које су имале представнике у финалу. На првенству су учествовале 24 земаље чланице ЕАА. Једино Турска није имала представника у финалу.
| Плас. | Земља           | 1. место | 2. место | 3. место | 4. место | 5. место | 6. место | 7. место | 8. место | Бр. финал. - Бод. |
| ----- | --------------- | -------- | -------- | -------- | -------- | -------- | -------- | -------- | -------- | ----------------- |
| 2.    | Источна Немачка | 3—24     | 6—42     | 3—18     | 1—5      | 1—4      | 0        | 0        | 0        | 14—93             |

## Учесници
| Бр. | Дисциплина   | Мушкарци                                | Жене                         | Укупно |
| --- | ------------ | --------------------------------------- | ---------------------------- | ------ |
| 1.  | 60 м         |                                         | Ренате Штехер                | 1      |
| 2.  | 400 м        | Волфганг Милер                          |                              | 1      |
| 3.  | 60 м препоне | Франк Зибек Рајмунд Бетге               | Карин Балцер                 | 3      |
| 4.  | Скок увис    | Герд Диркоп                             | Рита Шмит                    | 2      |
| 5.  | Скок мотком  | Вилфганг Нордвиг                        |                              | 1      |
| 6.  | Скок удаљ    | Клаус Бер                               | Бургилд Викцорек             | 2      |
| 7.  | Троскок      | Јерг Дремел                             |                              | 1      |
| 8.  | Бацање кугле | Хартмут Бризеник Хајнц Јоахим Ротенбург | Ханелоре Фридел Марита Ланге | 4      |
|     | Укупно (11)  | 9                                       | 6                            | 15     |

## Освајачи медаља
- Злато

1. Хартмут Бризеник — Бацање кугле

2. Ренате Мајснер — 60 м

3. Карин Балцер— 60 м препоне
- Сребро

1. Франк Зибек— 60 м препоне

2. Герд Диркоп — Скок увис

3. Клаус Бер — Скок удаљ

4. Јерг Дремел — Троскок

5. Хајнц-Јоаким Ротенбург — Бацање кугле

6. Ханелоре Фридел — Бацање кугле
- Бронза

1. Волфганг Нордвиг — Скок мотком

2. Рита Шмит — Скок увис

3. Марита Ланге — Бацање кугле

## Резултати

### Мушкарци
| Атлетичар        | Дисциплина   | Лични рекорд | Квалификације | Квалификације  | Полуфинале | Полуфинале | Финале               | Финале | Детаљи |
| Атлетичар        | Дисциплина   | Лични рекорд | Резултат      | Место          | Резултат   | Место      | Резултат             | Место  | Детаљи |
| ---------------- | ------------ | ------------ | ------------- | -------------- | ---------- | ---------- | -------------------- | ------ | ------ |
| Волфганг Милер   | 400 м        |              | 46,9          | 2. у гр. 3     |            |            | Није се квалификовао | 5/9.   |        |
| Франк Зибек      | 60 м препоне |              | 7,9           | 2 у гр. 2 (КВ) | 7,8        | 2. у пф. 2 | 7,8                  |        |        |
| Рајмунд Бетге    | 60 м препоне |              | 8,1           | 2 у гр. 3 (КВ) | 7,8        | 2. у пф. 1 | 7,9                  | 5/18   |        |
| Герд Диркоп      | скок увис    |              |               |                |            |            | 2,17                 |        |        |
| Вилфганг Нордвиг | скок мотком  |              |               |                |            |            | 5,20                 |        |        |
| Клаус Бер        | скок удаљ    |              |               |                |            |            | 7,99                 |        |        |
| Јерг Дремел      | троскок      |              |               |                |            |            | 16,74                |        |        |
| Хартмут Бризеник | бацање кугле |              |               |                |            |            | 20,22                |        |        |
| Рајмунд Бетге    | бацање кугле |              | 19,70         |                |            |            |                      |        |        |

### Жене
| Атлетичарка        | Дисциплина   | Лични рекорд | Квалификације               | Квалификације  | Полуфинале | Полуфинале     | Финале                      | Финале    | Детаљи |
| Атлетичарка        | Дисциплина   | Лични рекорд | Резултат                    | Место          | Резултат   | Место          | Резултат                    | Место     | Детаљи |
| ------------------ | ------------ | ------------ | --------------------------- | -------------- | ---------- | -------------- | --------------------------- | --------- | ------ |
| Ренате Штехер      | 60 м         |              | 7,3 =СРд, =ЕРд, =РЕПд, =НРд | 1 у гр. 1 (КВ) | 7,4        | 1 у пф. 1 (КВ) | 7,4                         |           |        |
| Карин Балцер       | 60 м препоне |              | 8,3                         | 1 у гр. 1 (КВ) | 8,3        | 1 у пф. 1      | 8,2 =СРд, =ЕРд, =РЕПд, =НРд |           |        |
| Иванка Кошничарска | 60 м препоне |              | 8,7                         | 4 у гр. 1 (КВ) | 8,7        | 3. у пф. 2     | 8,8                         | 6/13 (14) |        |
| Рита Шмит          | скок увис    |              |                             |                |            |                | 1,82                        |           |        |
| Бургилд Викцорек   | скок удаљ    |              |                             |                |            |                | 6,53                        | 4./17     |        |
| Ханелоре Фридел    | бацање кугле |              |                             |                |            |                | 18,39                       |           |        |
| Марита Ланге       | бацање кугле |              | 18,09                       |                |            |                |                             |           |        |